# 玛丽·恩齐米罗
玛丽·恩齐米罗，MBE（1898年10月16日—1993年1月16日），原名“玛丽·恩瓦梅图·奥努莫努（Mary Nwametu Onumonu）”，是尼日利亚一名商界、政界和女性主义社运界的女性先驱者。
1948年，玛丽被任命为联合非洲公司驻东尼日利亚的首席代表；同时她还在哈科特港、阿巴市和奥韦里市等地经营着自己的纺织品和化妆品零售店。到了1950年代初，她已经成为西非地区最富有的人，并且成为哈科特港伯纳德卡尔街高档社区的居民。
在政治领域，玛丽是尼日利亚和喀麦隆全国委员会的成员，并在1957年成为其执行委员会成员，后又在1962年成为尼日利亚和喀麦隆全国委员会东部妇女协会副主席。在尼日利亚内战期间，玛丽发动伊博族妇女支持比亚法拉共和国。正因为这个举动，导致她在战后被清算而失去了绝大部分财产。最后她返回故乡奥古塔，并于1993年在那去世。

## 早年境况
1898年10月16日，玛丽·恩瓦梅图·奥努莫努出生于伊莫州的奥古塔。她是伊博族酋长奥努莫努·乌佐阿鲁（Onumonu Uzoaru）和露丝·奥努莫努（Ruth Onumonu）的长女，她在家中还有五个弟弟妹妹；她的父亲是一名殖民地当局授权的酋长。
玛丽后来就读于奥古塔的圣心学校（Sacred Heart School），随后又考入位于阿萨巴的修道院学校（Convent School）。
在她于1920年毕业后不久，玛丽与当时在联合非洲公司担任职员的理查德·恩齐米罗（Richard Nzimiro）结婚。

## 职业生涯
玛丽·恩齐米罗在她母亲露丝·奥努莫努的培训下开始涉足商业。当她丈夫因为工作需要而前往伊拉时，她开始从事食盐和棕榈油贸易，并将这些商品在恩科沃（Nkwo）和埃客（Eke）等地的市场上出售。随着她丈夫工作的变动，玛丽的生意地点也几经搬迁，从奧尼查到奥波博，最后于1940年代中期定居在哈科特港。也是从这个时候开始，她的丈夫放弃了办公室的工作而转为帮助她从事商业活动。在商业发达大城市里，玛丽可以经营纺织品、火药和化妆品等生意。
由于她敏锐的商业意识和值得信赖的商誉，玛丽成为了联合非洲公司的代理人。而到了1948年，她就被任命为联合非洲公司在尼日利亚东部地区的主要代理人。以此身份，她可以向尼日利亚、加纳和塞拉利昂的批发商和零售商出售批量货物。她还在哈科特港和邻近城市开设了自己的纺织品和化妆品零售店。联合非洲公司的董事们多次安排她前往伦敦、曼彻斯特和格拉斯哥出差。此外，她还开设了两家加油站，一家在哈科特港与阿吉普合作，另一家在拉各斯与道达尔合作。

## 个人生活
玛丽·恩齐米罗在1950年代成为西非最富有的人，同时她和她的家庭也搬入了哈科特港伯纳德卡尔街的高档社区；同时她还在哈科特港拥有其他多处房产。

### 慈善事业
玛丽·恩齐米罗为许多女学生提供奖学金，并为不少女学徒提供创业启动资金。
1945年，她与丈夫一起在奥古塔开设了一所学校，后来更名为普里西拉纪念文法学校（Priscilla Memorial Grammar School），以纪念她的女儿普里西拉·恩齐米罗；她从格拉斯哥大学医学专业毕业后不久就去世了。而在她的丈夫于1959年去世后，她在1966年为其建立了恩齐米罗纪念女子中学（Nzimiro Memorial Girls Secondary School）。

### 政治立场
在政治领域，玛丽是尼日利亚和喀麦隆全国委员会的成员，并在1957年成为其执行委员会成员，后又在1962年成为尼日利亚和喀麦隆全国委员会东部妇女协会副主席。在尼日利亚内战期间，玛丽发动伊博族妇女支持比亚法拉共和国。正因为这个举动，导致她在战后被清算而失去了绝大部分财产。

### 暮年死讯
失去大部分财产的玛丽·恩齐米罗选择搬回了老家奥古塔，并于1993年在那去世。